# Fédération nationale des syndicats du spectacle de l'audiovisuel et de l'action culturelle CGT
La Fédération nationale des syndicats du spectacle, du cinéma, de l'audiovisuel et de l'action culturelle (FNSAC-CGT) est une fédération professionnelle de la Confédération générale du travail qui rassemble des syndicats d'artistes et de techniciens du spectacle, de l'audiovisuel et du cinéma. C'est une fédération ancienne créée en 1902. Elle compta des adhérents prestigieux, comme Gérard Philipe ou Jean Cocteau.

## Historique
La première fédération de métier s'organise au sein de la CGT en 1902 avec la Fédération des Artistes musiciens présidée par Gustave Charpentier.
Chef d'orchestre, compositeur, puis directeur de l'Opéra comique, c'est lui qui posa les bases de la Fédération telle qu'elle est encore aujourd'hui. 
Charpentier fonda la fédération selon trois principes :
- les artistes sont des travailleurs comme les autres : ils ont des intérêts à défendre et ils ne peuvent le faire que collectivement ;
- le spectacle est une œuvre commune à chacun et à tous ; les uns ont besoin des autres, de l'étoile au machiniste, de la vedette à l'habilleuse; chaque métier a sa noblesse, sa grandeur, ses servitudes ;
- pour agir efficacement en tant que salarié, il faut le faire avec l'ensemble des autres travailleurs de toutes les professions, de toutes les industries, d'où la nécessité d'être partie prenante d'une grande centrale syndicale, la CGT.

En 1909, sera créée la Fédération générale du spectacle, puis en 1914, la Fédération des syndicats du spectacle. 
En 1921, la scission qui divise le mouvement syndical n'épargnera pas la Fédération du Spectacle.
À la Libération, la Fédération participe à la mise en place du Centre national de la cinématographie.
En 1946, elle combat les accords Blum-Byrnes sur le cinéma. Cette mobilisation, à laquelle participa largement l'opinion publique, contraindra le Parlement à voter en 1948 la première loi d'aide au cinéma et la révision des accords. 
En 1947, elle soutient et participe à la création du Festival de Cannes. 
Par la suite, elle participe à la mise en place du Fonds de Soutien au Théâtre Privé puis du Centre national de la chanson, des variétés et du jazz (CNV), du Centre national des arts du cirque de Châlons, du fonds d'assurance formation Afdas, du groupe de protection sociale Audiens ou encore des annexes Assedic cinéma-spectacle.
Des représentants de la Fédération ou de ses syndicats siègent, entre autres, aux conseils d'administration du d'Audiens (caisses de prévoyance et de retraites complémentaires du spectacle), de l'Afdas (formation professionnelle continue), de l'Unedic, dans les commissions d'attribution des licences d'entrepreneurs de spectacle, dans les Coreps, à la Commission d'agrément du CNC et au Conseil national des professions du spectacle (CNPS).
Les syndicats fédérés sont également impliqués dans 3 organisations internationales :
- la Fédération Internationale des Acteurs (FIA),
- la Fédération internationale des musiciens (FIM),
- UNI - Media Entertainment International (UNI-MEI).

Ces trois organisations sont regroupées au sein de l'Alliance Européenne des Arts du Spectacle (EAEA) qui possède un siège au comité exécutif de la  Confédération européenne des syndicats (CES).

## Syndicats fédérés
- Syndicat français des artistes-interprètes (SFA-CGT)
- Syndicat français des réalisateurs (SFR-CGT)
- Syndicat national des auteurs et des compositeurs (Snac-CGT)
- Union nationale des syndicats d'artistes musicien·nes, enseignant·es et interprètes (Snam-CGT)
- Syndicat national des artistes plasticiens (Snap-CGT)
- Syndicat national de l'exploitation cinématographique (Snec-CGT)
- Syndicat national des radios et télévisions (SNRT-CGT)
- Syndicat des professionnels des industries de l'audiovisuel et du cinéma (Spiac-CGT) ex-SNTR/SGTIF
- Syndicat national des professionnels du théâtre et des activités culturelles (Synptac-CGT)
- Union des syndicats des personnels de l'animation des organisations sportives et socioculturelles (USpaoc-CGT)
- Syndicat des personnels du Palais de la Découverte et de la Cité des sciences et de l'industrie (EPPDCSI-CGT)
- Syndicat des personnels artistiques et techniques d’Eurodisney (SATED-CGT)